# کرن (اریتره)
کرن (به انگلیسی: Keren, Eritrea) شهری در کشور اریتره است که ۸۲٬۱۹۸ نفر جمعیت دارد.